# Дикие тигры, которых я знал
«Дикие тигры, которых я знал» (англ. Wild Tigers I Have Known) — американский независимый кинофильм режиссёра и сценариста Кэма Арчера, мировая премьера которого состоялась в январе 2006 года в рамках кинофестиваля «Сандэнс».

## Сюжет
Главный герой фильма — тринадцатилетний Логан. Он чувствует себя отличающимся от большинства подростков. Единственный, с кем он находит общий язык — ровесник Джо. Случайно Логан знакомится с более старшим Родэо, и понимает, что тот, в отличие от многих, не проявляет к нему холодного равнодушия. Их дружба завязывается неожиданно, и кажется многим, например подруге Родэо, достаточно странной.
С течением времени чувства Логана к Родэо начинают переходить рамки дружеских. Единственной возможность выразить их становится его альтер эго, девушка по имени Леа, от лица которой Логан звонит Родэо. Но того не интересует ни виртуальный секс, ни тем более пустые разговоры, он жаждет интима в реале. В конечном итоге Леа-Логан соглашается на встречу, во время которой решится будущее их отношений.

## Дополнительная информация
Съёмки фильма проводились в родном городе Кэма Арчера — Санта-Крузе, штат Калифорния. Основные события происходят на фоне появления в окрестностях школы, где учатся Логан и Родэо, горных львов. Название же фильма тождественно с песней американской исполнительницы Эмили Джейн Уайт, звучащей во время финальных титров. Песня вошла на её дебютный альбом «Dark Undercoat», изданный в 2007 году, а клип на неё был включён в официальный DVD фильма. В своём обзоре на сайте Slant Magazine, критики Ник Шегер и Эд Гонсалес написали, что в справедливом мире певица получила бы «Оскар».

## Актёрский состав
- Малкольм Стампф — Логан
- Патрик Уайт — Родэо
- Макс Парадайз — Джо
- Файруза Балк — мать Логана
- Ким Диккенс — школьный работник

## Награды и номинации
| Год                                                              | Премия                       | Категория                                | Результат |
| ---------------------------------------------------------------- | ---------------------------- | ---------------------------------------- | --------- |
| 2006                                                             | Кинофестиваль в Сарасоте     | Специальный приз жюри                    | Победа    |
| 2007                                                             | «Независимый дух»            | Лучшая операторская работа (Аарон Платт) | Номинация |
| 2007                                                             | Миланский ЛГБТ-кинофестиваль | Лучший фильм                             | Победа    |
| список наград и номинаций приведён в соответствии с данными IMDb |                              |                                          |           |